# Gouvernement Escuredo
 Andalousie
Pré-autonomique II Rodríguez de la Borbolla I
Le gouvernement Escuredo est le gouvernement de l'Andalousie entre le 28 juillet 1982 et le 15 mars 1984, durant la Ire législature du Parlement d'Andalousie. Il est présidé par Rafael Escuredo.

## Composition
| Fonction                                                      | Nom | Nom                            | Parti  |
| ------------------------------------------------------------- | --- | ------------------------------ | ------ |
| Président                                                     |     | Rafael Escuredo Martínez       | PSOE-A |
| Vice-président Conseiller à l'Intérieur                       |     | José Rodríguez de la Borbolla  | PSOE-A |
| Conseillère à la Présidence                                   |     | Amparo Rubiales Torrejón       | PSOE-A |
| Conseiller à l'Économie, à l'Industrie et à l'Énergie         |     | Julio Rodríguez López          | PSOE-A |
| Conseiller aux Finances                                       |     | Francisco Javier del Río López | PSOE-A |
| Conseiller à la Politique territoriale et aux Infrastructures |     | Jaime Montaner Roselló         | PSOE-A |
| Conseiller à l'Agriculture, à l'Élevage et à la Pêche         |     | Miguel Manaute Humanes         | PSOE-A |
| Conseiller au Commerce, aux Transports et au Tourisme         |     | Juan Manuel Castillo Manzano   | PSOE-A |
| Conseiller au Travail et à la Sécurité sociale                |     | Joaquín Jesús Galán Pérez      | PSOE-A |
| Conseiller à la Santé et la Consommation                      |     | Pablo Recio Arias              | PSOE-A |
| Conseiller à l'Éducation                                      |     | Manuel Gracia Navarro          | PSOE-A |
| Conseiller à la Culture                                       |     | Rafael Román Guerrero          | PSOE-A |